# إيليزا بلير
إيليزا بلير (بالإنجليزية: Eliza Blair)‏ هي مجدفة أسترالية، ولدت في 20 نوفمبر 1976.

## وصلات خارجية
- إيليزا بلير على موقع الاتحاد الدولي للتجديف (الإنجليزية)